# Річкова тераса

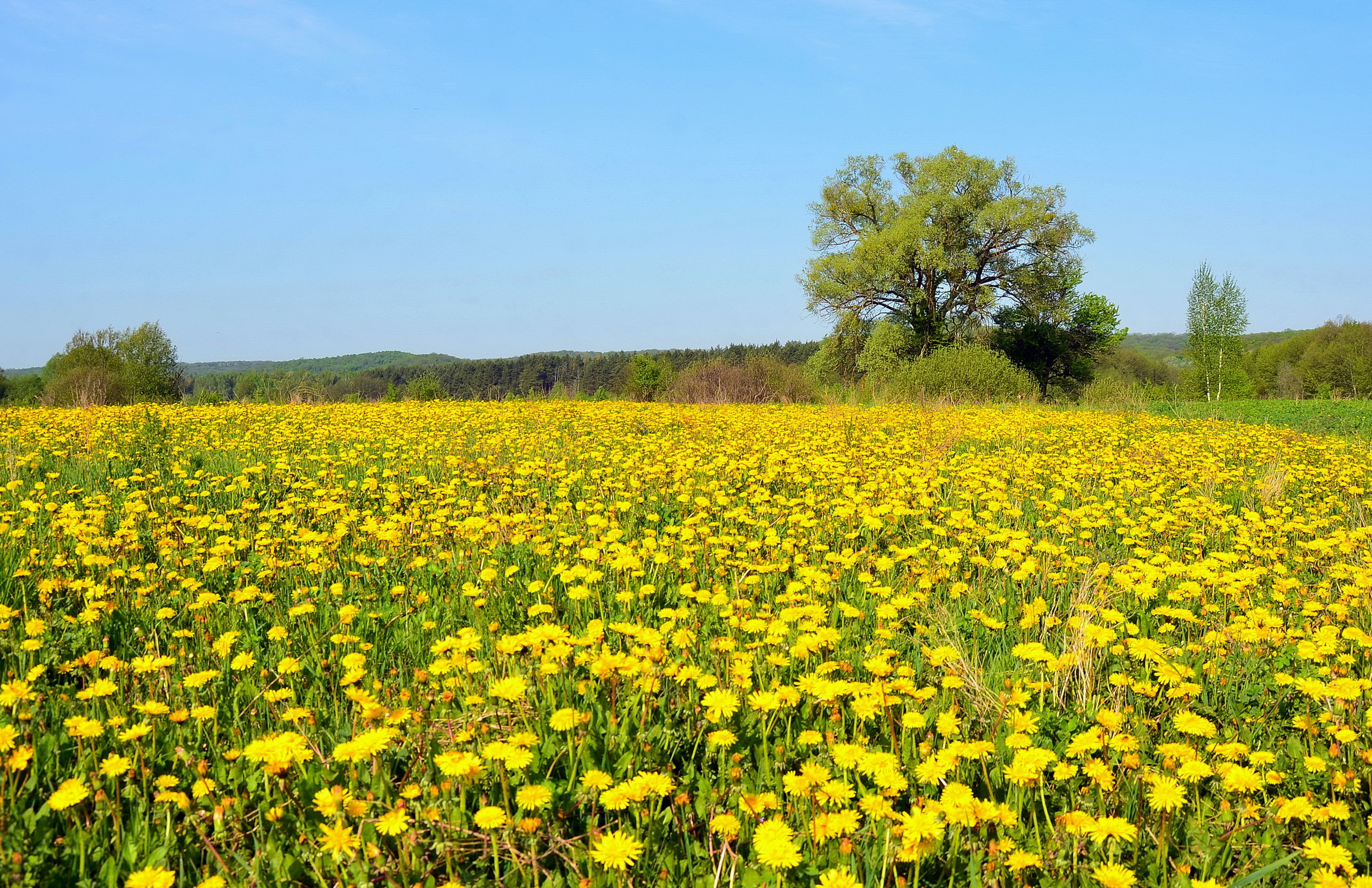
Річкова тераса біля с. Хухра на Сумщині

Річкові́ тера́си (долинні тераси, надзаплавні тераси) — частини річкових долин, які є відносно рівними, мало нахиленими (за течією та в бік річищ) східцеподібними утвореннями, що виникають у результаті спільної акумулятивно-денудаційної діяльності постійних водотоків. У своїх нижніх частинах річкові тераси, як правило, мають відносно круті уступи, якими контактують із заплавами річок; у верхніх — маловиразними «тиловими швами» межують зі схилами річкових долин чи інших терас. Під час повеневих підйомів рівня води в річках тераси ніколи не затоплюються водами. 

## Утворення річкових терас

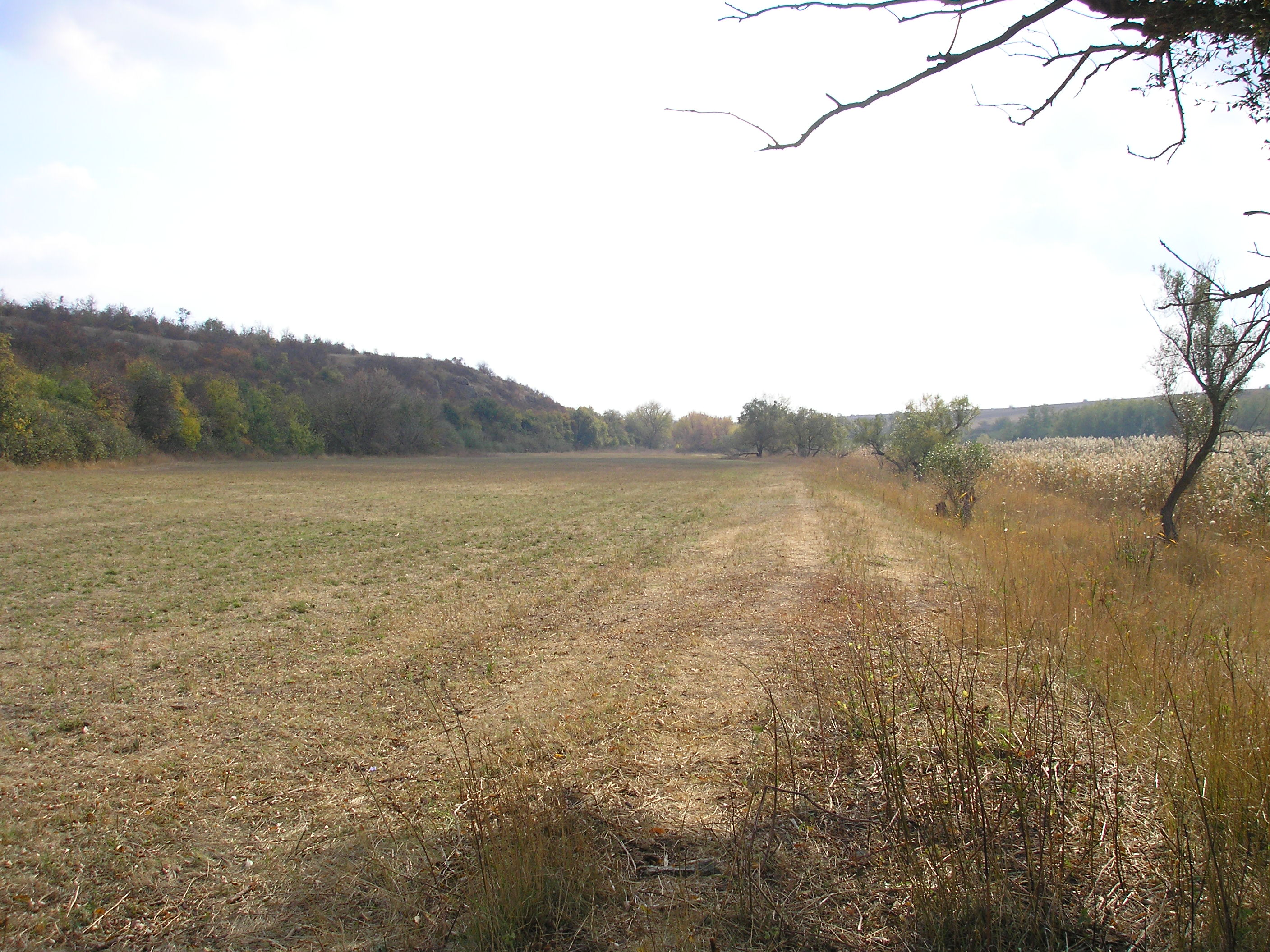
Тераса в долині річки Інгул (Україна, Кіровоградська область, урочище Монастирище)

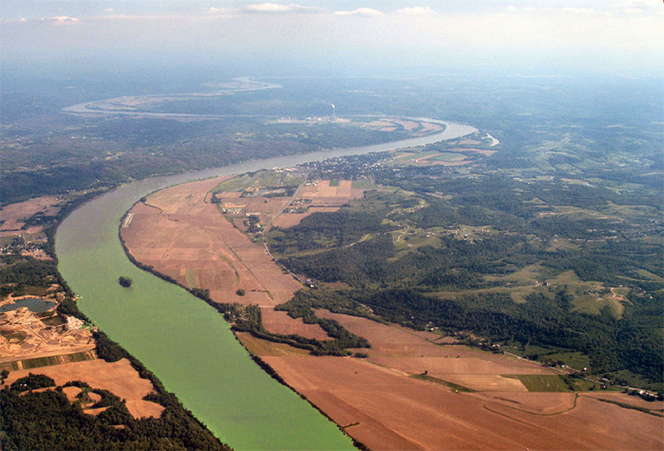
Тераси в долині річки Огайо (США)

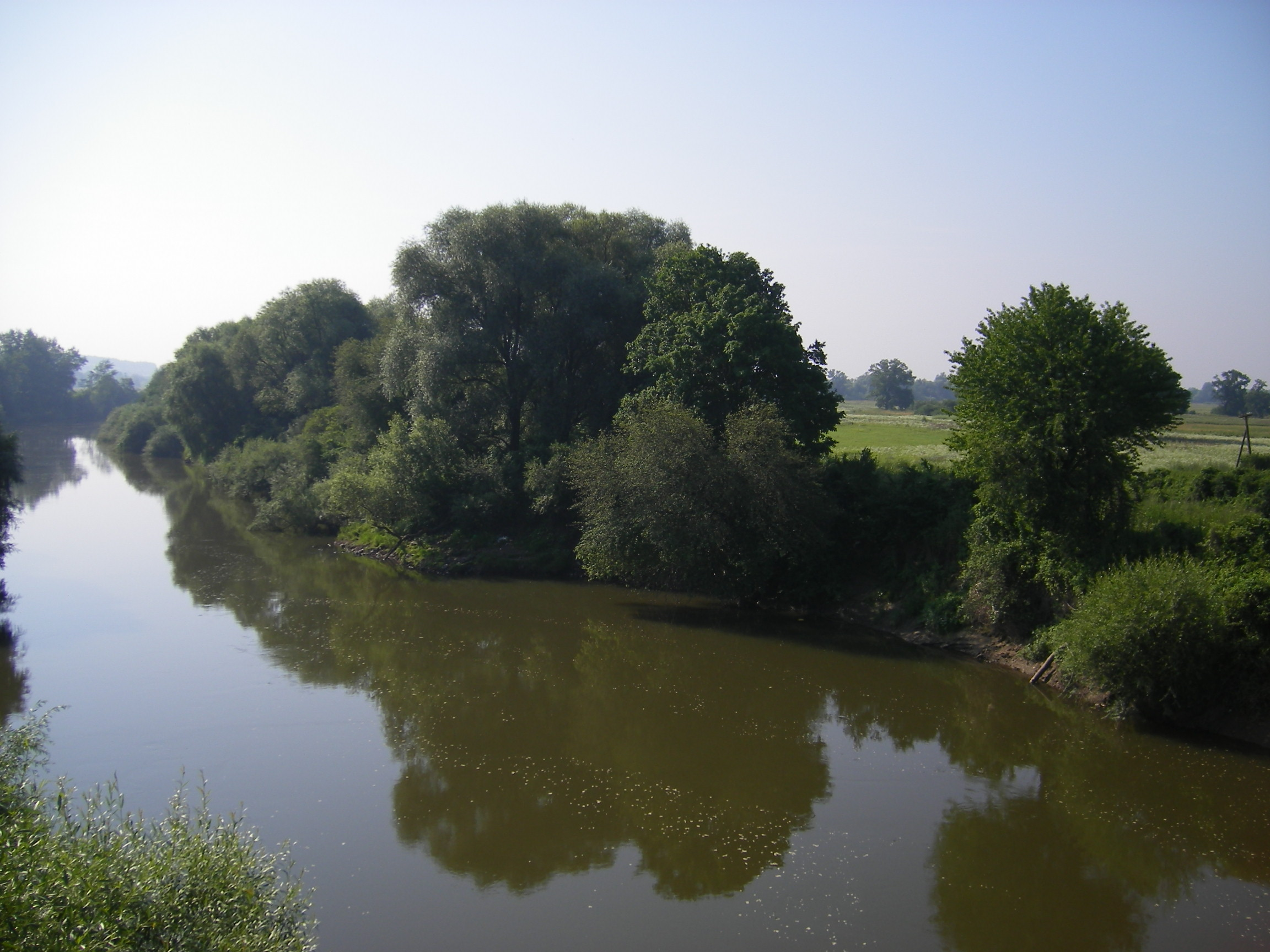
Уступ тераси в долині річки Дністер (Україна, Львівська область)

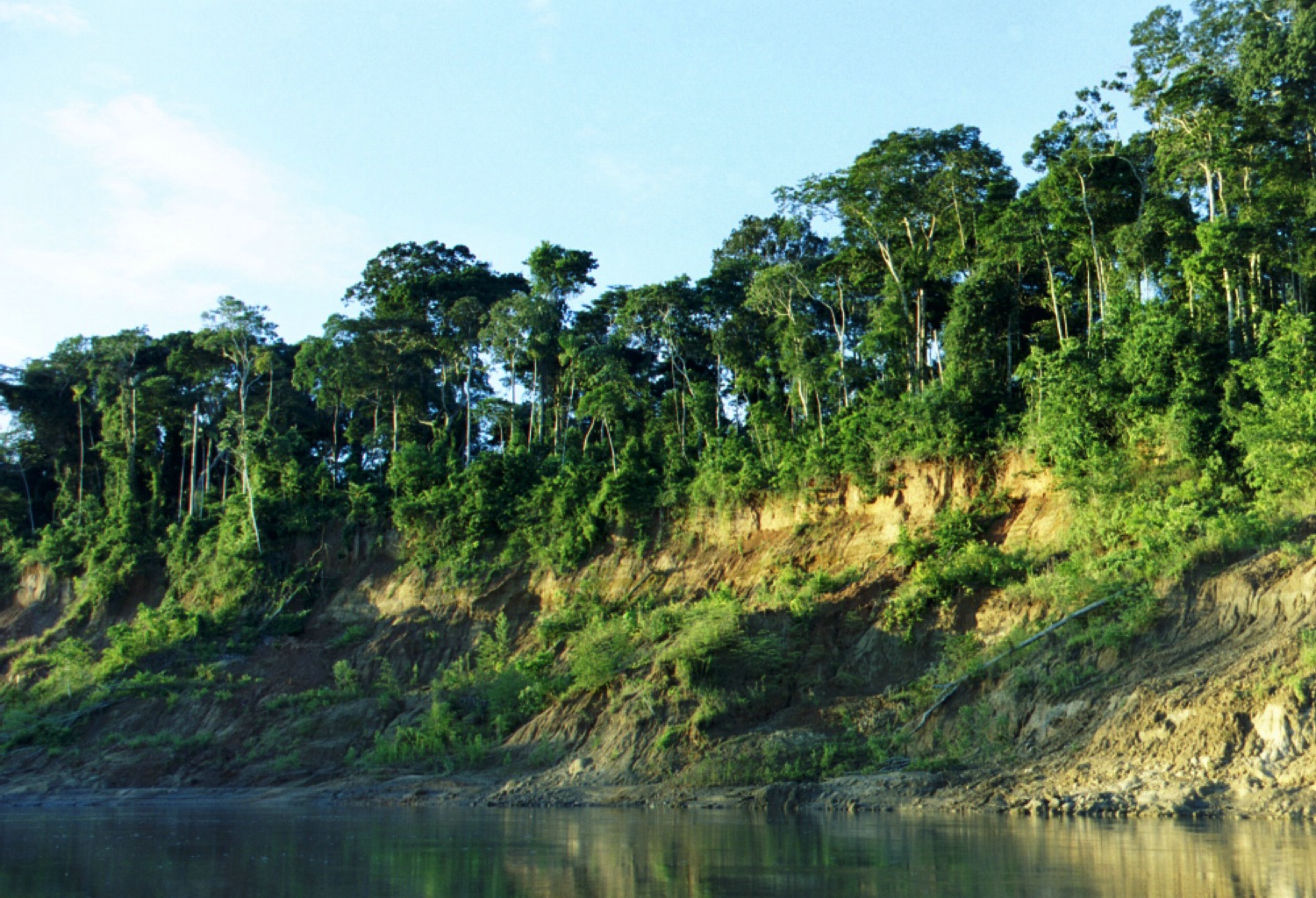
Уступ в долині річки Ману (Перу)

Утворення річкових терас, як правило, відбувається впродовж кількох основних етапів:
- Накопичення на дні річкових долин товщ алювіальних відкладів. Найінтенсивніше такі процеси відбуваються у нижніх частинах річкових долин, де руйнівна й транспортувальна сила водотоку слабне, а річки досягають профілю рівноваги. Тут дрібні частинки гірських порід, утворених внаслідок руйнування дна русла і берегів у верхів'ях та середніх течіях річок, осідають на дні й активно накопичуються. Виникають обмілини, острови, прируслові вали (бари), перекати, гриви тощо. Течії стають повільними, а русла річок звивистими (меандруючими). Оминаючи маси намитих порід, водний потік розмиває сусідні береги і ще більше розширює свою долину. Виникають широкі заплави, численні рукави, озера-стариці, останці-обтікання тощо.

- Зміна акумулятивного режиму роботи річки на ерозійний. Від певного моменту повеневого підйому рівня води в річці стає недостатньо для затоплення обширу долини, і річище починає нове врізання в товщу власного алювію. Від колишньої заплави річище відокремлюється доволі крутими уступами і продовжує заглиблюватися. Річкова заплава набуває вигляду і режиму тераси.

- Вертикальні (епейрогенічні) рухи земної кори висхідного спрямування спричиняють пониження базису ерозії, річка заглиблюється і колишні заливні частини долини перетворюються на субгоризонтальні східцеподібні майданчики — тераси.

- Зміна кліматичних умов у бік потепління і зневоднення території також призводить до утворення річкових терас. Маса води, що раніше повністю наповнювала річкову долину і відкладала на дні алювій, зі зміною кліматичних умов перетворюється на порівняно вузький потік. Колишнє дно цього потоку та суміжні з ним заплави опиняються поза зоною досяжності нового річища. Ці ділянки осушуються, перетворюючись на тераси, натомість річище заглиблюється далі і далі, відмежовуючись крутими уступами. Подібним чином формувались деякі тераси річок України при таненні льодовиків. Льодовикові маси спочатку були джерелом потужних талих флювіогляціальних водотоків, а згодом (відступивши або зникнувши) зумовили обміління тогочасних річок. Обміління породило активізацію глибинної ерозії та утворення річкових терас.

Якщо якийсь із описаних сценаріїв формування терас повторюється протягом часу існування річки або ж річкова долина переживає перебіг подібних процесів у тій чи іншій послідовності, на її теренах формується цілий комплекс терас: часто різних за виглядом, походженням, складом гірських порід, структурою та ступенем збереження.

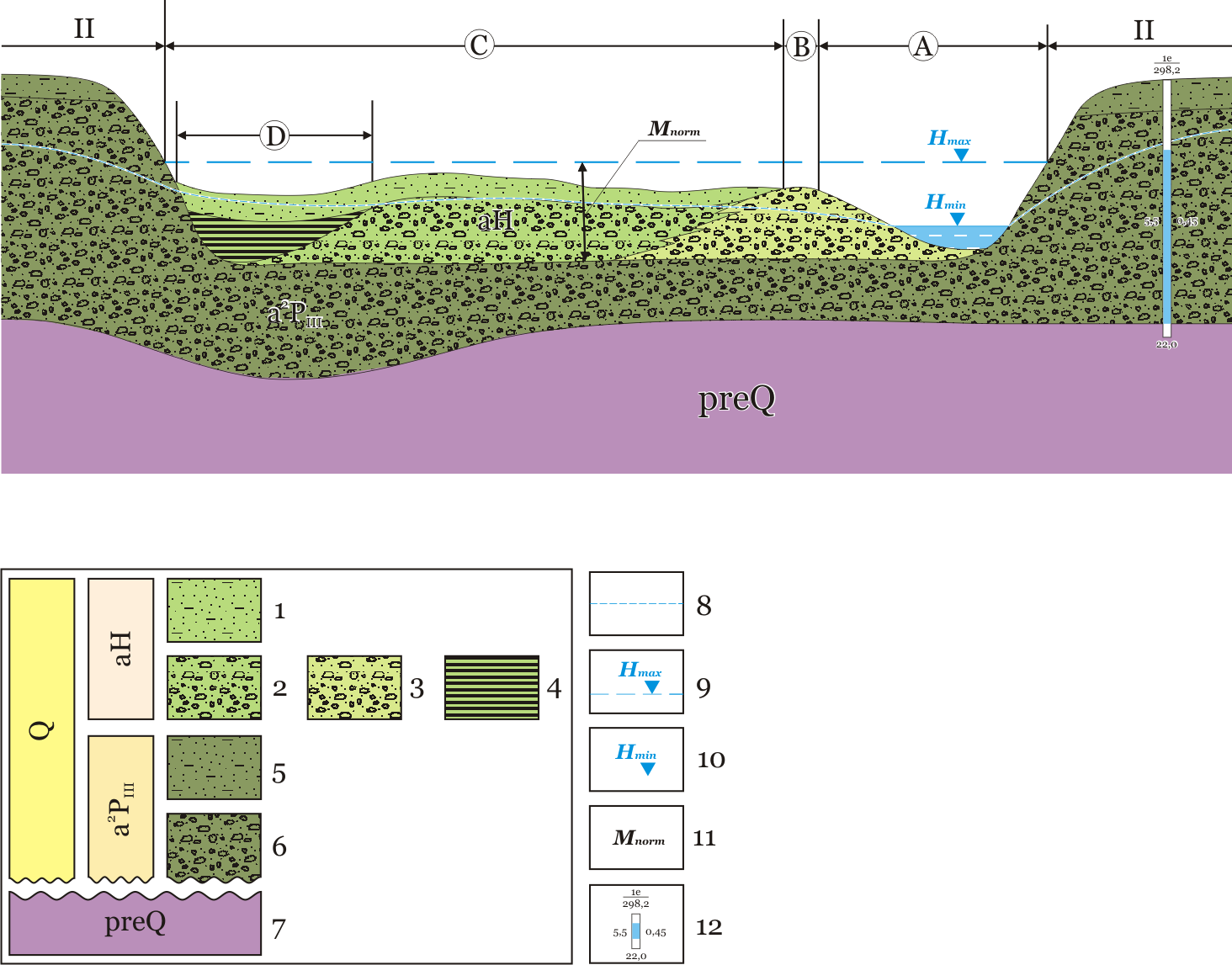
Схематичний поперечний геолого-геоморфологічний розріз типової річкової долини
1- заплавний алювій;
2- русловий алювій заплави;
3- алювій прируслового валу;
4- старичний алювій;
5- заплавний алювій 2-ї тераси;
6- русловий алювій 2-ї тераси;
7- корінні породи;
8- дзеркало ґрунтових вод;
9- рівень максимального підняття води в заплаві (повінь);
10- рівень мінімального зниження води в заплаві (межень);
11- нормальна потужність алювію;
12- водозабірна гідрогеологічна свердловина;
II — друга надзаплавна тераса;
А- русло;
В- прирусловий вал;
С- заплава;
D- котловина стариці

## Означення річкових терас
Традиційним стилем означення річкових терас є підхід, згідно з яким їхній відлік ведуть від заплав і до схилів річкових долин чи суміжних із ними межирічних рівнин. Тож тераса, розміщена найближче до заплави, має назву «перша надзаплавна тераса»; наступна від неї — «друга надзаплавна тераса» і т. д. Великі річки — Дунай, Рейн, Міссісіпі, Амазонка, Ніл — мають до 8-12 різнорівневих надзаплавних терас. У верхів'ях Кубані виділяють до 20 терас. В долинах річок України виділяють до 7 терас, а найбільшу кількість терас має долина Дністра в середній течії — 13.

## Ідентифікаційні ознаки річкових терас

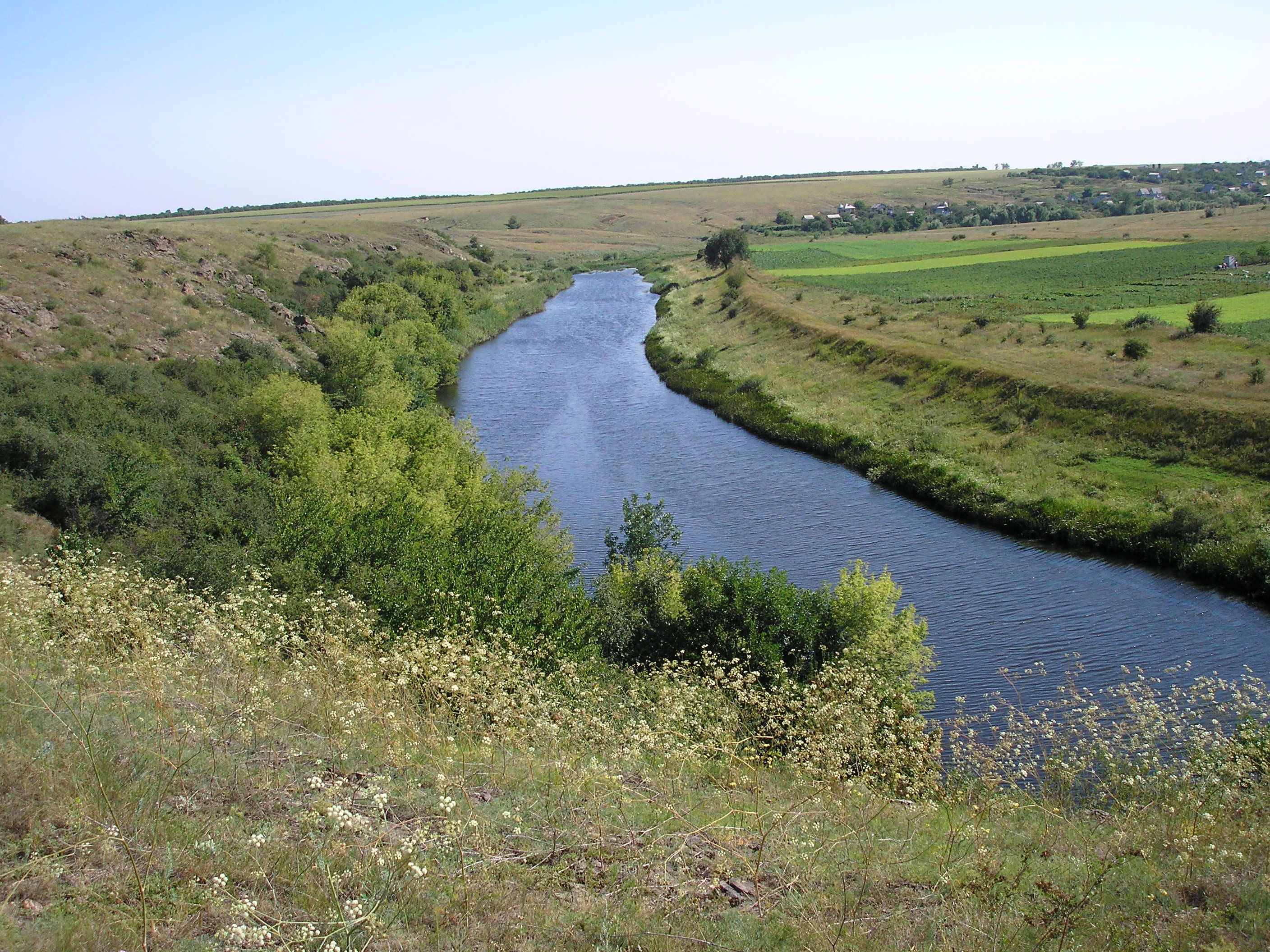
Тераса в долині річки Інгулець (Україна, Кіровоградська — Дніпропетровська області, урочище «Козацький степ»)

- субгоризонтальна конфігурація поверхні у просторі;
- наявність (у безпосередньому чи похованому стані) основних елементів терас: поверхонь (площадок), уступів і тилових швів;
- у переважній більшості випадків — наявність у складі гірських порід алювіальних відкладів;
- присутність форм рельєфу (або їхніх фрагментів чи слідів), властивих заплавам: котловин озер-стариць, сухих річищ, останців обтікання тощо;
- поверхні більшості терас мають ухил від тилових швів до уступів та загалом за течіями річок.

### Псевдотераси
Існує цілий ряд утворень, які мають зовнішній вигляд річкових терас, проте відрізняються від них за генезисом. Такі морфологічні елементи називають псевдотерасами або хибними терасами. Серед них виділяють:
- денудаційні тераси (тераси вивітрювання, структурні тераси)
- псевдотераси зсувної генези
- псевдотераси конусів виносу
- моренні тераси просідання
- заплічики коритоподібних льодовикових долин

## Властивості річкових терас
- за наявності в річковій долині кількох ярусів терас найвищі з них будуть найстарішими і найменш виразними;
- наявність у межах річкових терас форм рельєфу (або їхніх фрагментів), властивих заплавам, свідчить про відносно молодий вік надзаплавних терас;
- спочатку тераси утворюються у нижніх течіях річок, а відтак поступово «просуваються» вгору проти течій;
- тилові шви більшості терас погано виражені, оскільки вони є місцями активного накопичення делювію зі схилів річкових долин чи відкладів (у вигляді конусів виносу) з ерозійних форм рельєфу — борозен, промивин (водориїв), ярів, балок тощо.
- часто, тераси стають осередками формування вторинних форм рельєфу, головною умовою формування яких є близькі до горизонтальних поверхні: карстові лійки, степові блюдця тощо.

## Просторові параметри річкових терас

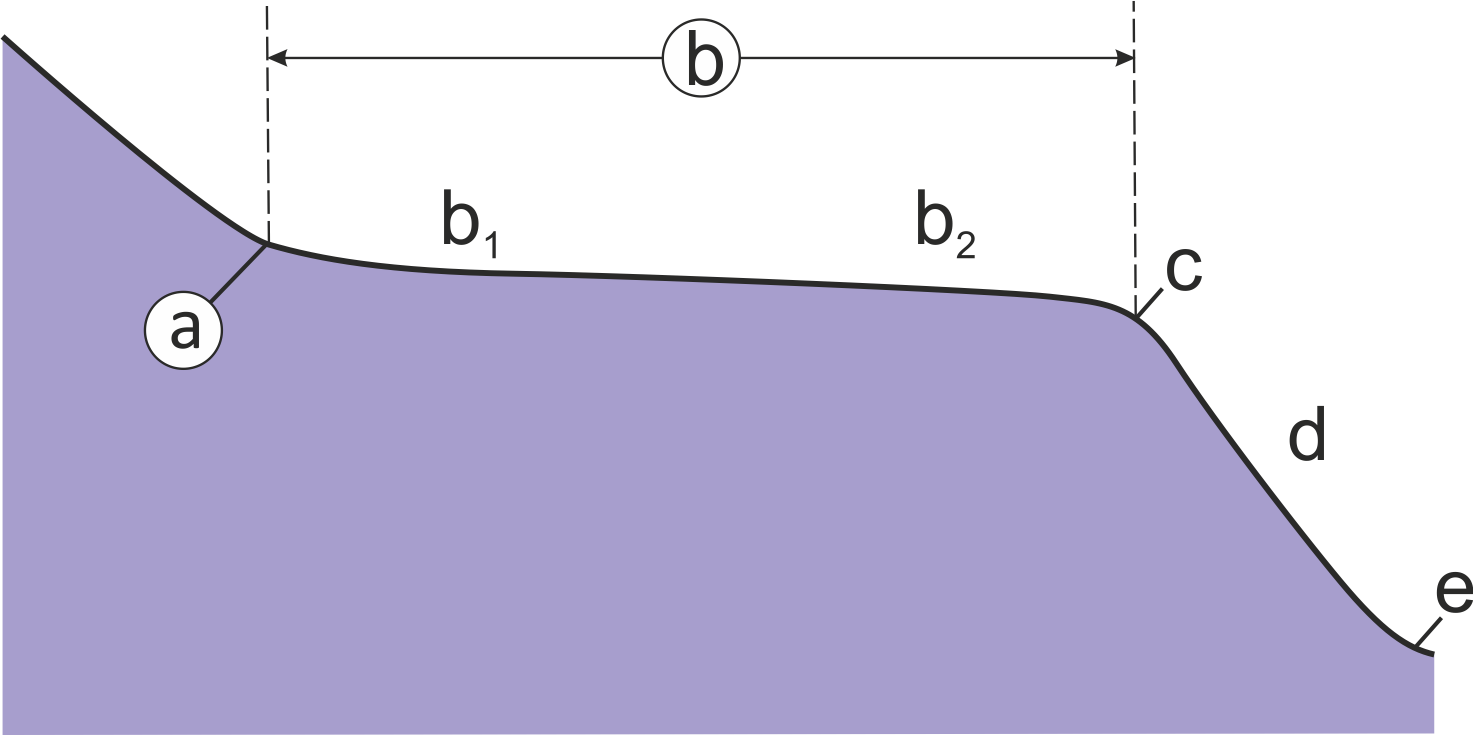
Елементи будови типової річкової тераси
a — тиловий шов;
b — площадка (b_{1} — зовнішня частина площадки, b_{2} — внутрішня частина площадки);
c — бровка тераси;
d — схил;
e — лінія підошви

- ширина — від кількох метрів до десятків кілометрів;
- довжина — від десятків метрів до десятків кілометрів;
- поперечний переріз — східцеподібний (у класичному вигляді);
- конфігурація — замкнена, видовжена;
- ухил поверхні — 0—3 градуси;
- висота річкової тераси — визначається перевищенням середньої частини майданчика, не порушеного делювіальними шлейфами (поблизу тилового шва) або площинним змивом (зовнішній край) над рівнем річки.

## Класифікації річкових терас
Існує декілька класифікацій річкових терас: за складом гірських порід, що складають тіло тераси (генетична), за типом розташування і взаємовідношеннями у межах річкових долин і за структурою гірських порід.

### За генезою

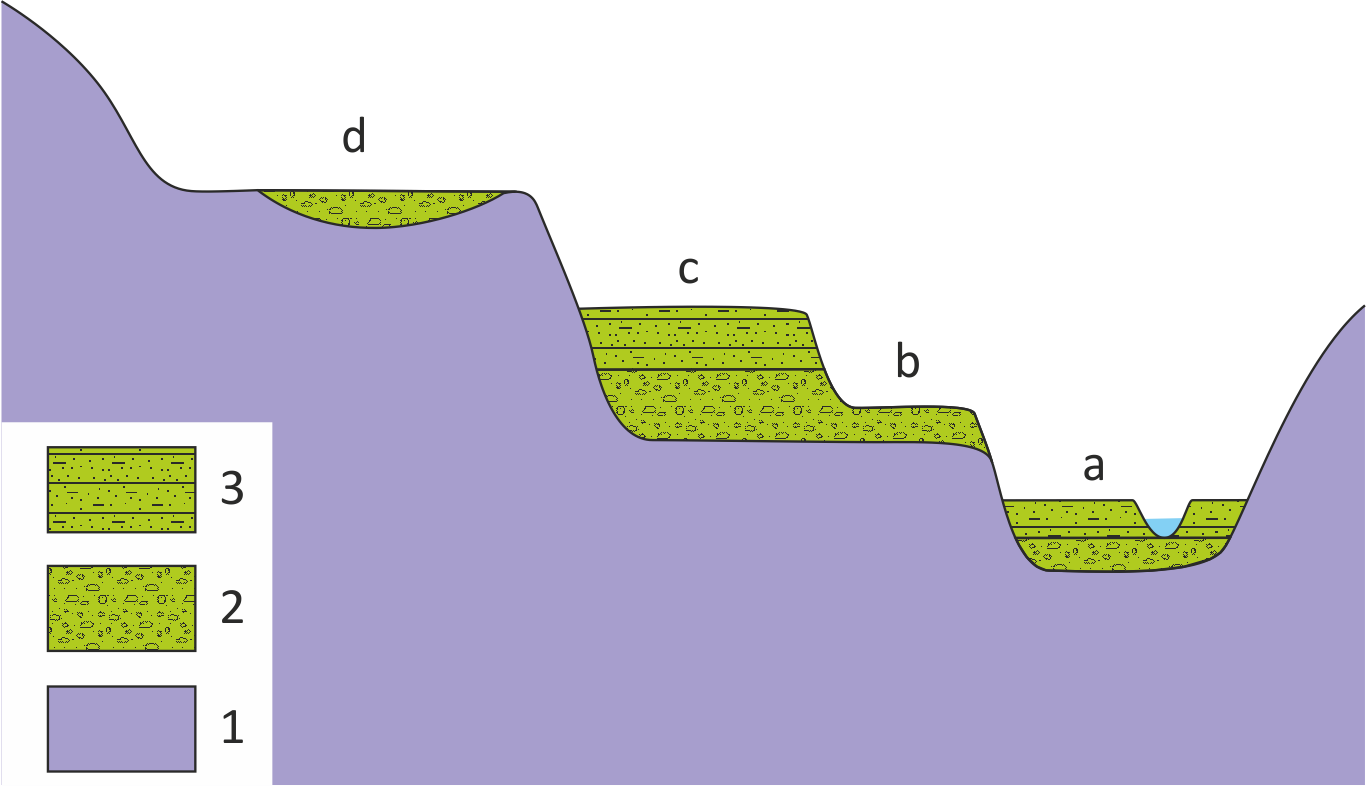
Приклади генетичних видів річкових терас
а — заплава;
b — цокольна (перша надзаплавна) тераса;
c — акумулятивна (друга надзаплавна) тераса;
d — ерозійна (третя надзаплавна) тераса.
1 — корінні породи;
2 — русловий алювій
3 — заплавний алювій

Річкові тераси більшістю дослідників поділяються на 3 види: ерозійні, цокольні й акумулятивні. Принципова різниця між ними полягає в розрізі тіла тераси: ерозійні — розріз цілком складений корінними породами; цокольні — верхня частина розрізу тераси складена алювієм, а нижня — корінними породами; акумулятивні — розріз представлений виключно алювієм даної тераси. Проте є генетичні класифікації терас, де цокольні вважаються різновидом акумулятивних.
- Ерозійні тераси («корінні», «тераси розмиву», «тераси зносу», «скульптурні тераси») — утворюються в молодих річкових долинах в кінці висхідної фази ерозійно-акумулятивного морфоциклу. Термін «корінні» невдалий, позаяк річкова тераса може бути врізана не тільки в корінні породи, але і в давніший алювій цієї ж річкової долини.[5] Поняття «розмив» і «знос» для визначення руйнівної діяльності лінійних водотоків є синонімами терміну «ерозія», а термін «скульптурна» вже застарів і є зайвим.[4] Площадка ерозійної тераси, як правило, представлена виходом на денну поверхню корінних дочетвертинних порід, які іноді можуть бути перекриті тонким прошарком елювію, або подекуди, тонкими лінзами інстративного руслового аллювію.[6] Біля «тилових швів» таких терас площадку можуть перекривати колювіальні осипи порід вищележачих крутих схилів, або незначні за потужністю (2-10 см) призми делювіального плащу (при пологих схилах). Ерозійний вид властивий переважно річковим терасам гірських країн, і як правило, такими терасами є найбільш високі тераси в поперечному розрізі однієї річкової долини.[7]
- Акумулятивні тераси (які іноді називають застарілим терміном «алювіальні») формуються у зрілих річкових долинах у фази «низхідного» розвитку повних морфоциклів, які пережила долина, коли на її дні накопичується перстративний алювій нормальної потужності з чітким поділом алювію за фаціями (руслова, заплавна, старична). Важливо зазначити, що акумулятивна тераса є не просто реліктом давнього дна річкової долини, а реліктом власне її заплави (навіть динамічної гірських річок).
  - Цокольні тераси є різновидом акумулятивних і поділяються на 2 підвиди: відкритоцокольні — коли в уступі тераси відслонюються корінні породи, і закритоцокольні — коли в уступі тераси корінні породи не відслонюються, проте встановлюються в розрізі тіла тераси при розбурюванні.[8]

### За типом взаєморозташування в долині
- Прихилені тераси — в процесі формування терас річка кожного разу врізається в алювій попередньої тераси до корінних порід, тому кожна молодша тераса прихиляється до старшої
- Вкладені тераси — річка врізається в товщу алювію попередньої тераси, але на відміну від прислоненого типу не прорізає його повністю. Це нагадує, ніби тарілки покладені одна на одну — від найбільшої до найменшої. Такі типи терас характерні здебільшого для долин, які формувались в епоху чергування льодовикових і міжльодовикових періодів.[9]
- Накладені тераси (поховані) — складаються з накладених одна на одну різновікових алювіальних товщ. Такий тип терас утворюється в результаті переважання процесів акумуляції. Нижчележача тераса завжди цілком похована під алювієм вищележачої.
- Врізані тераси — утворюються при переважанні ерозійної діяльності річки. Їхній алювій повністю або частково прихилений до порід цоколя більш високих терас.

В ході детального геоморфологічного картування можуть виділятися такі локальні різновиди річкових терас: балочні, борові, дельтові, поховані, лиманні, меандрові, нахилені, насипні, перехрещені, загатні та інші.

## Господарське значення річкових терас
Річкові тераси мають суттєве промислове і сільськогосподарське значення. Широкі тераси великих рівнинних річок завдяки рельєфу і складу алювію є цінними сільськогосподарськими землями. Саме тераси річкових долин часто є оптимальними місцями для будівництва доріг, аеродромів, населених пунктів, гідротехнічних об'єктів і промислових підприємств. В геології річкові тераси є об'єктом для пошуків розсипних родовищ корисних копалин (золота, платини).